# Qualificazioni al campionato mondiale di football americano 2015
Risultati delle qualificazioni ai Mondiali di football americano Stati Uniti 2015.

## Europa
32 membri IFAF:
- 6 partecipanti
- si qualificano 3 squadre (più la Svezia, precedente assegnataria del mondiale).

Vanno alla fase finale le prime tre classificate all'Europeo A 2014:
- Germania
- Austria
- Francia

Qualificata inoltre la
- Svezia

## Asia
5 membri IFAF:
- 4 partecipanti
- si qualificano 2 squadre.

| Seul 12 aprile 2014, ore 15:30 | Corea del Sud | 69 – 7 (21-0 14-7 20-0 14-0) | Kuwait | Mokdong General Stadium |

| Tokyo 26 aprile 2014, ore 13:00 | Giappone  | 86 – 0 (30-0 14-0 21-0 21-0) referto | Filippine | VITAL Field (931 spett.) |
| Yasuhiro Miyamoto 11':44" Q1 ( TD ) 56yd pass from Shun Sugawara Eita Saeki Q1 ( pat ) Akimitsu Mori 9':20" Q1 ( TD ) 24yd pass from Shun Sugawara Eita Saeki Q1 ( pat ) Shōma Endō 7':09" Q1 ( TD ) 9yd pass from Shōhei Katō Eita Saeki Q1 ( pat ) Tōru Hirasawa 6':15" Q1 ( saf ) Michael Hoese tackled in end zone Tomoaki Ōhashi 1':16" Q1 ( TD ) 5yd pass from Shohei Kato Eita Saeki Q1 ( pat ) Eisuke Tomatsu 10':15" Q2 ( TD ) 36yd punt return Eita Saeki Q2 ( pat ) Eisuke Tomatsu 1':50" Q2 ( TD ) 2yd run Eita Saeki Q2 ( pat ) Takashi Miyake 7':14" Q3 ( TD ) 28yd run Eita Saeki Q3 ( pat ) Keizaburō Isagawa 4':49" Q3 ( TD ) 14yd fumble return Eita Saeki Q3 ( pat ) Hidetoshi Yano 0':48" Q3 ( TD ) 62yd interception return Eita Saeki Q3 ( pat ) Tomoaki Ōhashi 8':07" Q4 ( TD ) 1yd run Yasuhiro Miyamoto Q4 ( pat ) Eisuke Tomatsu 4':01" Q4 ( TD ) 4yd run Yasuhiro Miyamoto Q4 ( pat ) Takashi Miyake 0':58" Q4 ( TD ) 7yd run Yasuhiro Miyamoto Q4 ( pat ) Marcatori |           |                                      |           |                          |
| |           |                                      |           |                          |
| Yasuhiro Miyamoto 11':44" Q1 (TD) 56yd pass from Shun Sugawara Eita Saeki Q1 (pat) Akimitsu Mori 9':20" Q1 (TD) 24yd pass from Shun Sugawara Eita Saeki Q1 (pat) Shōma Endō 7':09" Q1 (TD) 9yd pass from Shōhei Katō Eita Saeki Q1 (pat) Tōru Hirasawa 6':15" Q1 (saf) Michael Hoese tackled in end zone Tomoaki Ōhashi 1':16" Q1 (TD) 5yd pass from Shohei Kato Eita Saeki Q1 (pat) Eisuke Tomatsu 10':15" Q2 (TD) 36yd punt return Eita Saeki Q2 (pat) Eisuke Tomatsu 1':50" Q2 (TD) 2yd run Eita Saeki Q2 (pat) Takashi Miyake 7':14" Q3 (TD) 28yd run Eita Saeki Q3 (pat) Keizaburō Isagawa 4':49" Q3 (TD) 14yd fumble return Eita Saeki Q3 (pat) Hidetoshi Yano 0':48" Q3 (TD) 62yd interception return Eita Saeki Q3 (pat) Tomoaki Ōhashi 8':07" Q4 (TD) 1yd run Yasuhiro Miyamoto Q4 (pat) Eisuke Tomatsu 4':01" Q4 (TD) 4yd run Yasuhiro Miyamoto Q4 (pat) Takashi Miyake 0':58" Q4 (TD) 7yd run Yasuhiro Miyamoto Q4 (pat)                                                             | Marcatori |                                      |           |                          |

Vanno alla fase finale:
- Giappone
- Corea del Sud

## America
16 membri IFAF:
- 5 partecipanti (di queste gli Stati Uniti sono qualificati direttamente quale campione del mondo in carica)
- si qualificano 4 squadre.

Canada e Messico sono state qualificate per invito.
Per il quarto posto disponibile si affrontano inoltre Panama (vincitrice del Central American Bowl 2013) e il Brasile.
| Panama 31 gennaio 2015, ore 18:00 | Panama         | 14 – 26 (7-7 0-7 7-6 0-6) | Brasile | Stadio Rommel Fernández\| Arbitro: \| Bill Lemonnier \| |
| Arbitro:                          | Bill Lemonnier |                           |         |                                                         |

Vanno alla fase finale:
- Stati Uniti
- Canada
- Messico

## Oceania
3 membri IFAF:
- 2 partecipanti
- si qualifica 1 squadra.

|  | Australia | – | Nuova Zelanda |  |

Va alla fase finale:
- Australia

## Africa
3 membri IFAF:
- 2 partecipanti
- si qualifica 1 squadra.

| Il Cairo 13 dicembre 2014, ore 15:00 | Egitto    | 6 – 26 (0-8 0-0 6-6 0-12) | Marocco | German University in Cairo Stadium |
| Mo'men Naiem Q3 ( TD ) ?yd ? Marcatori Mohamed Amouh Q1 ( TD ) ?yd run ? Q1 ( tpc ) pass from ? Mohamed Amouh Q3 ( TD ) ?yd run Ahmed Abdelfetah Q4 ( TD ) ?yd run Othmane Zaatri Q4 ( TD ) ?yd run |           | |         |                                    |
| |           | |         |                                    |
| Mo'men Naiem Q3 (TD) ?yd ? | Marcatori | Mohamed Amouh Q1 (TD) ?yd run ? Q1 (tpc) pass from ? Mohamed Amouh Q3 (TD) ?yd run Ahmed Abdelfetah Q4 (TD) ?yd run Othmane Zaatri Q4 (TD) ?yd run |         |                                    |

La partita era valevole per il Primo Campionato Africano di football americano.
Va alla fase finale:
- Marocco